# Ломако Володимир Андрійович
Володимир Андрійович Ломако (17 січня 1937, село Градизьк, Харківська область, Українська РСР — 16 вересня 2021) — радянський та український вчений-правознавець, спеціаліст у галузі кримінального права. Кандидат юридичних наук (1969), професор (1993). З 1974 до 1980/1 був проректором Харківського юридичного інституту з навчальної роботи, а з 1992 року працював професором на кафедрах кримінального права та кримінального права № 2 Національної юридичної академії України імені Ярослава Мудрого. Лауреат Державної премії України в галузі науки і техніки (2006), Заслужений працівник освіти України (2004).

## Життєпис
Володимир Ломако народився 17 січня 1937 року в селі Градизьк Харківської області (тепер Глобинський район Полтавської області Україна). У 1955 році вступив до спецшколи МВС СРСР у Калінінграді. У 1957 році, після закінчення спецшколи, вступив на юридичний факультет Краснодарської філії Всесоюзного юридичного заочного інституту, який закінчив у 1962 році. Одночасно з навчанням у виші працював у правоохоронних органах: спочатку Ставропольському краї, а потім і в Полтавській області (1957—1961) також очолював Кременчуцький районний комітет ВЛКСМ (1961—1962).
Протягом трьох років після закінчення вишу Ломако працював помічником прокурора Кременчуцького району, а потім у 1965 році вступив до аспірантури Харківського юридичного інституту. Працюючи в прокуратурі подружився з місцевим адвокатом Володимиром Голіною, якого переконав вступити до аспірантури до Харківського юридичного інституту. У майбутньому Голіна став професором. У 1968 році Володимир Ломако закінчив аспірантуру і наступного року під науковим керівництвом доцента Володимира Сташиса успішно захистив дисертацію на здобуття наукового ступеня кандидата юридичних наук за темою «Умовне засудження за радянським кримінальним правом і ефективність його застосування». Його офіційними опонентами на захисті дисертації були доцент Л. Н. Сугачев і професор М. О. Стручков.
Після захисту дисертації продовжив працювати в цьому виші на кафедрі кримінального права, де послідовно обіймав посади асистента, старшого викладача і доцента. Одночасно з науково-викладацькою роботою займався адміністративною. З 1969 по 1974 рік був заступником декана одного з факультетів вишу, а з 1974 по (за іншими даними 1980) 1981 рік Ломако був проректором з навчальної роботи. У 1973 році йому було надане вчене звання доцента.
Починаючи з 1992 року Володимир Андрійович працював на посаді професора кафедри кримінального права Української юридичної академії (до 1991 року — ХЮІ, з 1995 по 2009 — Національна юридична академія України імені Ярослава Мудрого). Після поділу кафедри кримінального права на кафедру кримінального права № 1 і № 2, перейшов працювати на останню, зайнявши там також професорську посаду. У 1993 році йому було надане вчене звання професора. Брав участь у доопрацюванні проєкту Кримінального кодексу України 2001 року. Керував науково-методичними семінарами з Загальної частини кримінального права, який функціонував при його кафедрі. Станом на початок 2014 року продовжував працювати на посаді професора кафедри кримінального права № 2 і був одним з восьми заслужених професорів вишу, які у ньому працювали.
Володимир Андрійович Ломако помер 16 вересня 2021 року.

## Науково-педагогічна діяльність
Серед проблем кримінального права, дослідженням яких займався Володимир Андрійович, були склад злочину, вина, неосудність, звільнення від покарання.
Станом на 2014 рік В. А. Ломако був автором і співавтором більш ніж 60 наукових праць. Основними серед них є «Застосування умовного засудження» (рос. Применение условного осуждения; монографія, 1976), «Засудження без реального відбування позбавлення волі» (рос. Осуждение без реального отбывания лишения свободы; навчальний посібник, 1987), «Відстрочка виконання покарання» (рос. Отстрочка исполнения наказания; навчальний посібник, 1992), «Кримінальне право України. Загальна частина» (співавтор підручника, 2001, 2004, 2006, 2007 і 2010), «Кримінальне право України. Особлива частина» (співавтор підручника, 2001, 2004, 2006, 2007 та 2010), «Кримінальний кодекс України. Науково-практичний коментар» (співавтор, 2003, 2004, 2006, 2007 і 2013).
Видана в 1976 році монографія «Застосування умовного засудження» (рос. Применение условного осуждения) характеризувалася як робота, яка повністю висвітлює цю тему. Однією з її головних особливостей стало те, що була визначена роль громадськості в контексті забезпечення ефективності застосування умовного засудження. Також в роботі були розглянуті питання сутності, підстав і наслідків умовного засудження, важливості випробувального терміну і застосування додаткових покарань у кримінальному праві.
В. А. Ломако був науковим керівником у чотирьох кандидатів юридичних наук: В. П. Базова (2009), О. О. Володіної (2003), Ю. А. Кондратьєва (1984), К. Н. Оробця (2012). Також він був офіційним опонентом на захисті кандидатської дисертації у В. Ч. Песлякаса.

## Нагороди
Володимир Андрійович був відзначений низкою державних, відомчих і наукових нагород і відзнак:
- Державна премія України в галузі науки і техніки (Указ Президента України № 1103/2006 від 20 грудня 2006) — «за підручники: „ Кримінальне право України: Загальна частина“ — К.: Юрінком Інтер; х.: Право, 2001. — 416 с.; „Кримінальне право України: Загальна частина“-2-е вид., перероб. і доп. — К.: Юрінком Інтер, 2004. — 480 с.; „ Кримінальне право України: Особлива частина“ — К.: Юрінком Інтер; х.: Право, 2001—496 с; „Кримінальне право України: Особлива частина“. — 2-е вид., перероб. і доп. — К.: Юрінком Інтер, 2004. — 544 с.»[23];
- Почесне звання «Заслужений працівник освіти України» (9 грудня 2004) — «за вагомий внесок у підготовку висококваліфікованих фахівців, багаторічну плідну наукову та педагогічну діяльність та з нагоди 200-річчя навчального закладу»[24];
- Медаль «Ветеран праці» (1984);
- Ювілейна медаль «За доблесну працю. В ознаменування 100-річчя від дня народження Володимира Ілліча Леніна» (1970);
- Премія імені Ярослава Мудрого (2002);
- Почесна грамота Міністерства вищої і середньої спеціальної освіти Української РСР (1970);
- Почесна грамота Міністерства внутрішніх справ України (1995);
- Почесна відзнака Міністерства юстиції України (2008)[25];
- Почесне звання «Заслужений професор Національного університету „Юридична академія України імені Ярослава Мудрого“» (2013).